# Sociedad Deportiva Eibar
La Sociedad Deportiva Eibar, S. A. D. es un club de fútbol español con sede en la ciudad de Éibar en Guipúzcoa, País Vasco. Fue fundado el 30 de noviembre de 1940 y compite actualmente en la Segunda División de España.

## Historia

### Antecedentes
En 1911, Pedro Mandiola, que luego sería jugador del Athletic Club, comenzó promocionar el fútbol en Éibar fundando dos años después, en 1913, el primer equipo de fútbol eibarrés que se llamó Izarra y vestía una indumentaria con camiseta verdinegra y pantalón azul. Al año siguiente se inaugura el primer campo de fútbol en Otaola-Erdikua. En 1917 se disuelve el Izarra y se cierra el campo de fútbol.
En 1922 nace la Unión Deportiva Eibarresa y en 1932 se funda el Club Deportivo Gallo. Finalizada la Guerra Civil, en 1940 deciden fusionarse ambos clubs y crear el Eibar Football Club.

### Primeros años
El club fue fundado en 1940, fruto de la fusión del Deportivo Gallo y la Unión Deportiva Eibarresa, tomando el nombre de Eibar Football Club. Posteriormente el nombre cambió al de Sociedad Deportiva Eibar y finalmente al nombre bilingüe castellano-vasco Sociedad Deportiva Eibar - Eibar Kirol Elkartea para en 2015 convertirse en SD Eibar como nombre comercial oficial en castellano, euskera e inglés.
El Eibar comenzó jugando en categorías regionales con uniforme a rayas rojas y blancas y pantalón negro, inspirado en el vecino Athletic Club de Bilbao, uno de cuyos jugadores, el eibarrés Pedro Mandiola, fue quien introdujo el balompié en la ciudad armera. Los tradicionales colores azulgranas del Eibar se originaron en la temporada 1943-44, cuando la Federación Guipuzcoana de Fútbol cedió a los eibarreses un equipamiento completo del Fútbol Club Barcelona, con cuyos colores comenzó a jugar el equipo. En la temporada 1947-48 se inauguró el campo de Ipurúa construido sobre la superficie que se generó al depositar los escombros procedentes de los edificios destruidos durante la guerra civil.

### El Eibar en Segunda División

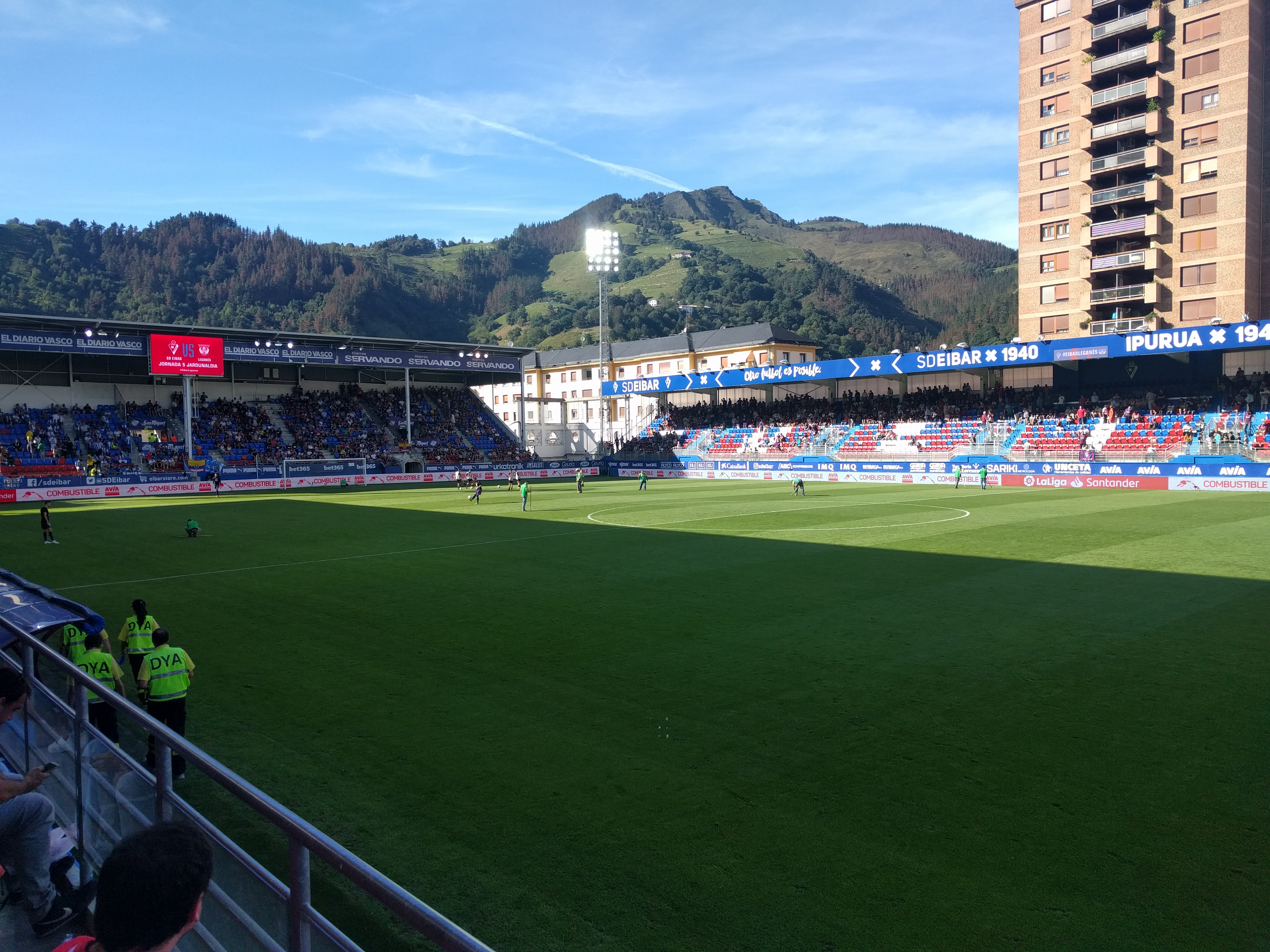
El Eibar disputa sus partidos en Ipurúa.

En la temporada 1953-54 debutó en la Segunda División de España, permaneciendo en esta división 6 años. Tras su descenso a la Tercera División, ya que en aquella época no existía la Segunda División B, permaneció en ella 28 años, en los que jugó 14 promociones sin lograr el ascenso, siendo en 1965 y 1966 las veces que más cerca se quedó de ascender a Segunda. Tras la remodelación de la Tercera División en 1970 el Eibar comienza a empeorar en sus clasificaciones hasta que en 1976 cayó a categorías regionales, y no fue hasta 1979 cuando consiguió el ascenso a Tercera División. En 1986 logró el ascenso a la Segunda División B al ganar la promoción contra el Coria CF y el CD Badajoz.
La primera temporada en Segunda División B quedó en sexta posición, y el año siguiente, en la temporada 1987-88, logró el ascenso a la Segunda División, al quedar primero de su grupo. Estuvo sin perder los últimos 28 partidos en Segunda B y los primeros 10 partidos en Segunda A, categoría en la que militaría las siguientes 18 temporadas. En sus dos primeras temporadas después de su regreso a Segunda (1988-89 y 1989-90) estuvo con la soga al cuello toda la temporada. En la última jornada de la temporada 1989-90, una carambola permitió que el Eibar se salvara del descenso.
En 1990, con motivo de los actos de celebración del 50 aniversario del club, el equipo se enfrentó en partido amistoso al Ajax de Ámsterdam de los Países Bajos; el resultado fue de 1-1, con gol de Luluaga de penalti. En los años 1990 el Eibar se asentó en la categoría y obtuvo clasificaciones en torno a la zona media de la tabla destacando las temporadas 1994-95 y 1996-97 donde consiguió la quinta posición, a las puertas de disputar la promoción de ascenso a la Primera División.
En 1999 logró mantener la categoría al sumar 25 puntos de los últimos 27 en juego, ganando el último partido al CD Toledo por 3-0, con goles de Goyo, Iturrino y Arenaza. En las siguientes tres temporadas Blas Ziarreta dirige al cuadro armero y se consigue la permanencia sin muchos apuros (11.° en la 1999-00, 15.° en la 2000-01 y 8.° en la 2001-02) El 22 de abril de 2001 el Atlético de Madrid realizó su primera visita oficial a Ipurúa en liga, ese partido culminó con el resultado de 2-1 a favor de los locales con goles de Leniz y Arenaza, lo que acarreo el cese de Marcos Alonso y dejó al equipo madrileño casi sin opciones de ascender. En la temporada 2002-03 Blas Ziarreta es cesado a falta de dos jornadas para el final tras una mala racha que había conducido al equipo a puestos de descenso, pero se ganaron los dos partidos restantes y se logró la permanencia.
El 7 de enero de 2004 se enfrentó al Real Madrid CF en la Copa del Rey donde Iker Casillas tuvo una actuación determinante. En el partido de vuelta en el Estadio Santiago Bernabéu el Eibar perdió 2-0. En la temporada 2004-05 y dirigidos por José Luis Mendilibar, el Eibar firma la mejor temporada de su historia hasta el momento y se queda a un paso de ascender quedando cuarto clasificado y llegando incluso a liderar la clasificación en alguna jornada.
La temporada 2005-06 es totalmente diferente, y tras 18 temporadas consecutivas en la Segunda División, categoría en la que era el equipo más veterano, el Eibar consumó su descenso a la Segunda División B en última posición. Este descenso se produjo de forma matemática el 20 de mayo de 2006.
Al año siguiente, en la temporada 2006-07 la SD Eibar volvió a ascender a Segunda División tras quedar primero en la liga regular y ganar al Hospitalet y al Rayo Vallecano en la fase de ascenso.

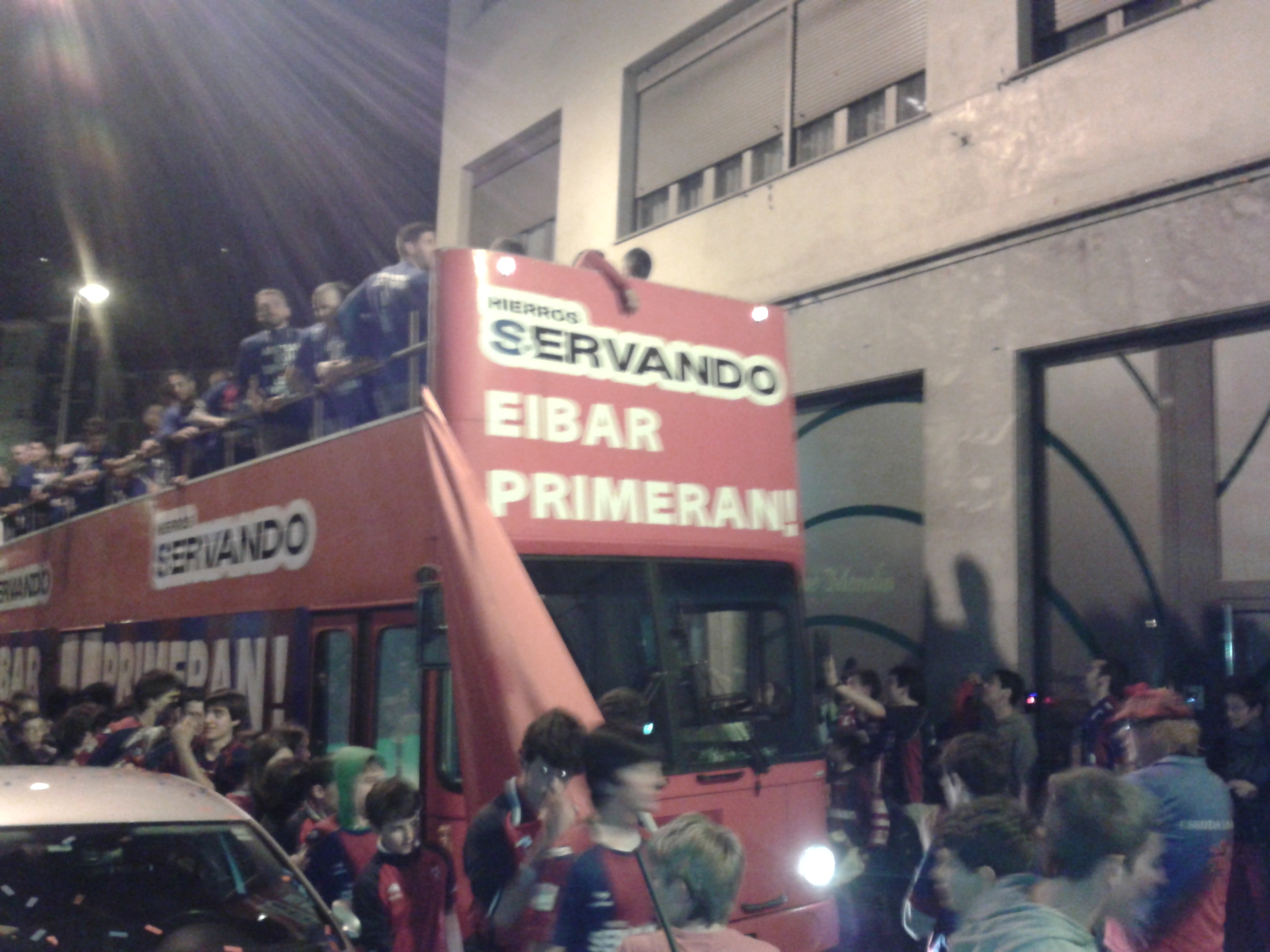
Fiesta de ascenso a la Primera División, logrado con un presupuesto de tan sólo 4 millones de euros.

El equipo consiguió mantenerse en Segunda División en la temporada 2007-08 finalizando en 13.ª posición, destacable el derbi guipuzcoano con la Real Sociedad de Fútbol. En la temporada 2008-09 el equipo acabó en 21.ª posición descendiendo a la Segunda División B.

### Travesía por Segunda B
En la 2009-10, Álex Aranzábal se convierte en nuevo presidente del club y el Eibar ficha como entrenador a Ángel Viadero con el principal objetivo de subir a Segunda División. Al final de temporada, el Eibar queda segundo de su grupo, con 66 puntos y encuadrado en la promoción de ascenso a Segunda como no-campeones de grupo. El equipo llega a la segunda fase de ascenso, pero es eliminado por el Ontinyent CF. Ángel Viadero es destituido a final de temporada
En la 2010-11 comienza con otro nuevo entrenador, Manix Mandiola, y el equipo se proclama líder de grupo con 73 puntos y vuelve a la promoción de ascenso como campeón de grupo. Cae en semifinales de la "ruta de los campeones" con el Sabadell, cayendo a la ruta de los "no campeones", donde es derrotado también ante el Alcoyano, dejando otra temporada más al Eibar en Segunda B
En la 2011-12, el equipo queda tercero con 66 puntos y vuelve a la promoción de ascenso, cayendo ante el Lugo en la primera fase de la ruta de los "no campeones".
En la 2012-13, Manix Mandiola ficha por el Tudelano y Gaizka Garitano, entrenador del Eibar B cubre su puesto. En esa temporada el club es subcampeón de grupo con 73 puntos. Vuelve a la promoción de ascenso y tras cuatro años en Segunda B consigue subir a Segunda División tras derrotar al Alcoyano (quién lo eliminó del ascenso hace dos años) y al Real Oviedo en las dos primeras fase y al Hospitalet en la fase final. Con este ascenso, el Eibar comienza una época dorada de la mano de Garitano.

### Vuelta a Segunda y ascenso a Primera
En la 2013-14, el Eibar se preparó para simplemente conseguir la permanencia. Tras una primera vuelta en la que titubeó en la zona media de la tabla, hizo una segunda espectacular dejando al equipo en la jornada 30 en puesto de ascenso a Primera, algo inédito en su modesta y humilde historia. El 25 de mayo de 2014 la SD Eibar se convierte matemáticamente en equipo de Primera División para la temporada 2014-15 tras vencer al Alavés por 1 a 0. Será el equipo con menor presupuesto de la categoría y con la ciudad de menos habitantes (27 000) en la historia moderna de la Primera División.
El ascenso a Primera División consolidó un modelo de gestión de clubs de fútbol, conocido con el nombre de "Modelo Eibar". Se trata de una gestión principalmente caracterizada por la concepción de los clubes de fútbol como empresas que deben ser rentables y que apostó por combinar el respeto a las raíces del club con la internacionalización. Este modelo se distinguió por una gestión económica profesional, con una política de déficit y deuda cero, la defensa de la propiedad compartida, impidiendo que ningún accionista acumulara más del 5% de las acciones del equipo, logrando obtener más de 11000 accionistas de todo el mundo, con campañas de crowdfunding para ampliar el capital. Este modelo, desarrollado bajo la presidencia de Aranzabal asume que el crecimiento del club debe ir muy unido al crecimiento de la ciudad de Éibar, por lo que puso en marcha diferentes proyectos participativos, como Ipurua Tallarra, que incluía la cesión de espacios en el estadio para la formación y el uso de los ciudadanos. Este modelo se trasladó al área deportiva, donde se apostó por la implantación fuerte y arraigada de los valores del SD Eibar en el vestuario. El “Modelo Eibar” fue incluido por el IESE como caso de estudio en la enseñanza de gestión económico-deportiva en dicha Escuela de Negocios y llamó la atención de diversos medios de comunicación nacionales e internacionales.

### Estreno en Primera División
El Eibar se proclamó campeón de la categoría el 7 de junio de 2014, tras perder el R. C. Deportivo de La Coruña por 3-1 ante el Girona FC en Montilivi. Al mismo tiempo, debe hacer frente a una ampliación de capital de 1,7 millones de euros hasta llegar a los 2,1 millones para no descender a Segunda División B. Finalmente, el 14 de julio conseguía reunir los 1,7 millones exigidos para no descender a Segunda División B.
El recién campeón de la Segunda División de España debuta en Primera División con victoria en la primera jornada, ganando 1-0 en un derbi contra la vecina Real Sociedad con gol de Javi Lara. En la siguiente jornada pierde ante el Atlético de Madrid, partido que aunque fue un poco reñido no lograron empatar. En la jornada 3 vuelven a perder ante el R. C. Deportivo de La Coruña. No es hasta la jornada 4 donde ganan de nuevo ante Elche C. F. con 0-2. En las jornadas 5, 6 y 7 empatan contra Villarreal C. F., Athletic Club y Levante U. D. consecutivamente. Hasta la décima jornada no se reencuentra con la victoria, contra el Rayo Vallecano con 3 goles a 2; entre esos goles se destacan el doblete de Mikel Arruabarrena.
El Eibar acaba la primera vuelta en octava posición, haciendo historia así, como el mejor debutante de Europa en la división más fuerte del país. Sin embargo, los éxitos cosechados en esa primera vuelta no vieron su continuidad en la segunda, en la que una mala racha de resultados condena al equipo al 18.º puesto y a la pérdida de la categoría. Al finalizar la 84.ª edición de la Liga BBVA, el Elche C. F. es descendido a la categoría de plata debido a los problemas económicos que presentaba. De esta forma, el Eibar consigue la salvación y puede competir un año más en la Liga BBVA.

### El descenso eludido

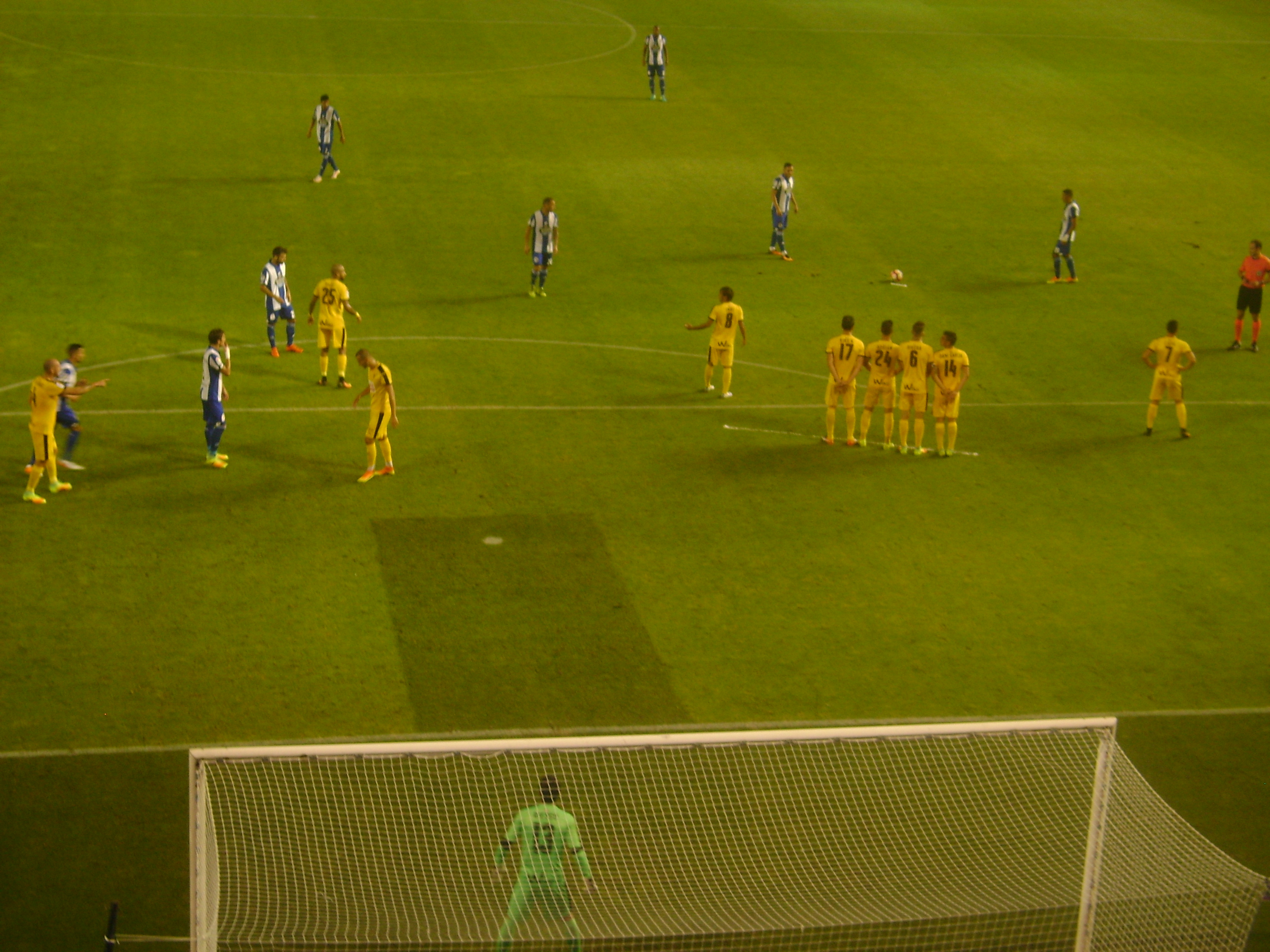
Partido disputado entre el Deportivo de La Coruña y el Eibar.

El 5 de junio la LPF confirma de manera oficial el descenso administrativo del Elche CF a Segunda División y la vuelta a Primera División de la SD Eibar. Sería su segunda temporada en Primera División. 
El 13 de julio el TAD desestima el recurso del Elche CF por lo que ratifica su descenso y que la plaza en Primera División la ocupara la SD Eibar.
El Elche CF acude a la justicia ordinaria para pedir medidas cautelares y así intentar mantener su plaza en Primera División, la juez del caso concede la cautelarísima al Elche CF el 17 de julio y cita alas partes Elche CF, SD Eibar y LPF para el 20 de julio, un día después el 21 de julio la juez no ratifica la medida cautelarísima que dictó por lo tanto vuelve a ser efectivo el descenso del Elche CF, la sanción del TAD.
El 18 de julio de 2015, el Eibar disputó el partido conmemorativo de su 75.º Aniversario contra el Celtic FC de Glasgow, tal y como hiciese en 1990 contra el Ajax de Ámsterdam para conmemorar el Cincuentenario. En una solemne ceremonia de inauguración sin precedentes, un grupo de soldados vascos vestidos de época desfilaron con gaiteros al ritmo de Scotland the Brave por el campo, homenajearon la bandera de Escocia y realizaron salvas de fusil. Además, los representantes de ambos equipos procedieron al encendido y disparo de un cañón de 350 kg del siglo XIX en el propio campo. Como el propio Club reconoció, se procedió a la elección del Celtic FC por los importantes lazos entre Euskadi y Escocia, por la admiración a otro club también creado en una época de penuria económica, así como por la importancia de la temática escocesa con la principal peña armera "Eskozia la Brava".

### Consolidación en Primera

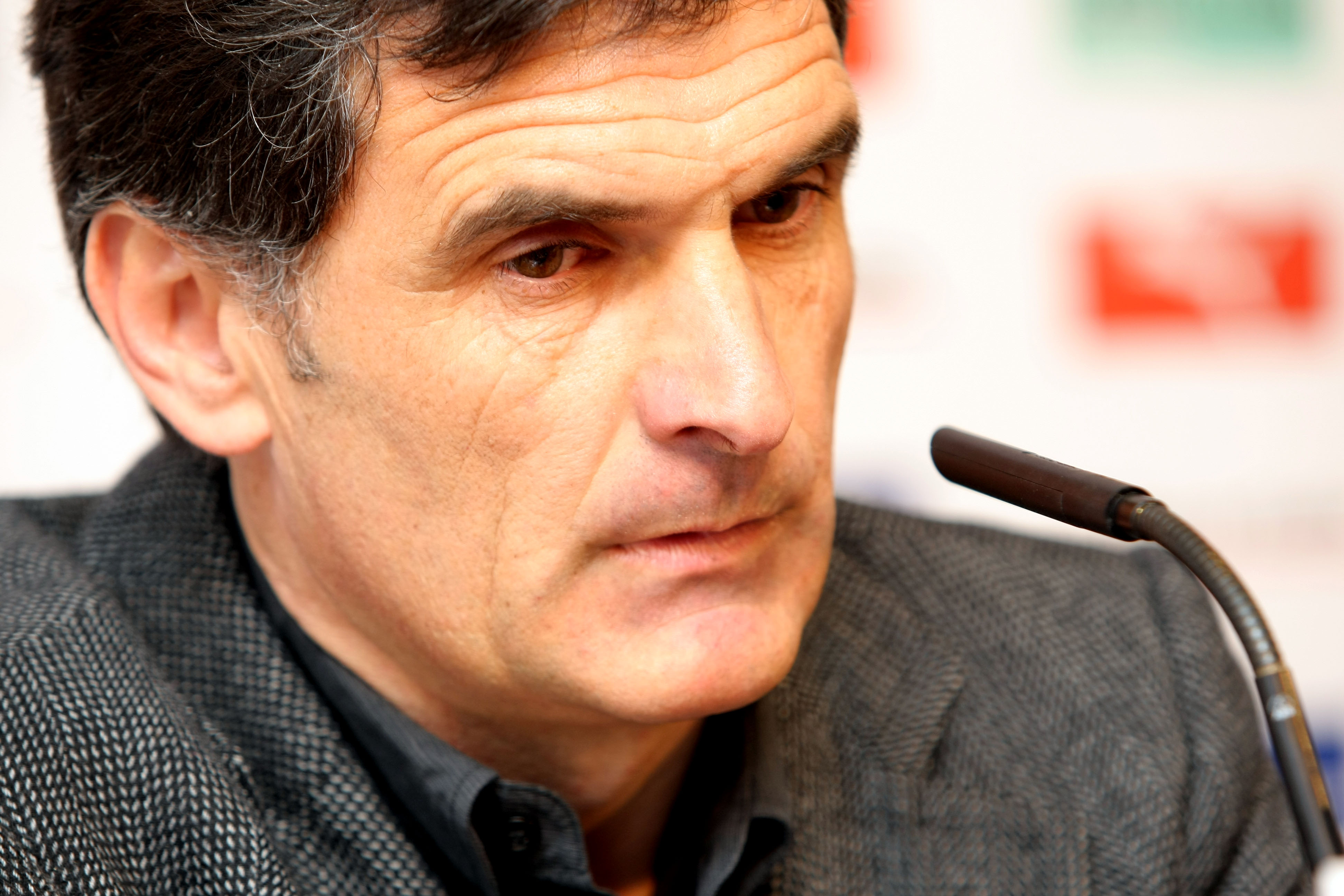
Mendilibar, entrenador del Eibar desde junio de 2015 hasta mayo de 2021.

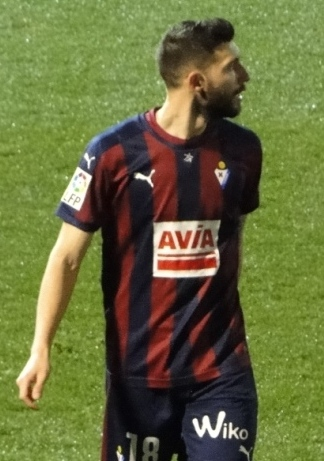
Borja Bastón anotó 18 goles en la Primera División 2015-16.

El 23 de mayo de 2016, a los 76 años de historia, el Consejo de Administración nombró a Amaia Gorostiza como primera presidenta en la historia del Club, en sustitución de Álex Aranzabal, en quien reconocieron haber perdido su confianza en enero de 2016. La nueva Presidenta asumió el arranque de la tercera temporada en Primera División, con un presupuesto récord de 43 millones de euros para el ejercicio 2016-17.
Con la vista puesta en una cuarta temporada en Primera División, el Eibar transita por el camino de la consolidación en la categoría. A nivel deportivo, ocupa una posición en la mitad de la tabla en La Liga, casi llegando a clasificar a la Europa League manteniéndose durante casi toda la segunda vuelta entre el séptimo y octavo puesto, mientras que en la Copa del Rey rompe una nueva plusmarca el 12 de enero de 2017 al derrotar en la ida al Osasuna por 0-3 y empatar en la vuelta sin goles, y certificar su paso a cuartos de final por primera vez en su historia. Sin embargo en los cuartos de final cae derrotado frente al Atlético por 5-2 en el global, aunque hizo sufrir al equipo dirigido por el Cholo Simeone en la vuelta, empatando finalmente 2-2. En la parte institucional, el Club ha efectuado una nueva ampliación del Estadio Municipal de Ipurúa mediante el derribo y construcción de una nueva Tribuna Este, aumentando el aforo hasta los 7100 asientos.
Un dato a destacar es la progresión durante los 4 años que lleva en la Primera División. Cada año su clasificación final siempre ha sido mejor que la del año anterior. En su cuarto año en esa categoría, en la temporada 2017-18, con 51 puntos, quedó en 9.ª posición casi a las puertas de la Liga Europa de la UEFA. 
Ese mismo año fue el mejor equipo vasco en esa clasificación, quedando por detrás –y por este orden- Real Sociedad (13.º), Alavés (14.º) y Athletic Club (16.º).
En su siguiente temporada, la quinta consecutiva en primera desde su primer ascenso, el equipo vasco finalizó 12.° en la clasificación con 47 puntos, volviendo a conseguir la permanencia de manera holgada y con mucha antelación. Se destaca un empate 2-2 contra el Futbol Club Barcelona con un verdadero golazo de Pablo de Blasis. En copa, cayeron en dieciseisavos ante el Sporting de Gijón con un 4-2 en el global
Desde el 29 de febrero de 2021, tras su victoria en casa contra el Levante, ocupa el puesto 37.º en la clasificación histórica de Primera División.

### El primer descenso
El 16 de mayo de 2021, se consuma matemáticamente su descenso a la 2.ª División, tras 7 años consecutivos manteniéndose en 1.ª División.

## Uniforme
Después de 23 años con la marca deportiva Astore, en la temporada 2014-15 el equipo vistió ropa de la marca danesa Hummel para cambiar de nuevo en la temporada 2015-16, en la que el equipo viste la marca alemana Puma. Para la temporada 2023-24 vuelven a Hummel. El patrocinador actual de la equipación es Eibho en la frontal..
- Primera equipación: Camiseta azul con rayas granates, pantalón azul, medias azules.
- Segunda equipación: Camiseta amarilla, pantalón amarillo, medias amarillas.
- Tercera equipación: Camiseta azul celeste, pantalón azul celeste, medias azules celestes.
- Cuarta equipación: Camiseta naranja, pantalón naranja, medias naranjas.

### Variación
| 2015-16 | 2016-17 | 2017-18 | 2018-19 | 2019-20 | 2020-21 |

### Proveedores
| Periodo   | Proveedor |
| --------- | --------- |
| 1982-1987 | Puma      |
| 1987-1991 | Meyba     |
| 1991-2014 | Astore    |
| 2014-2015 | Hummel    |
| 2015-2019 | Puma      |
| 2019-2023 | Joma      |
| 2023-     | Hummel    |

## Escudo

El escudo del Eibar toma la cruz de San Andrés del escudo de la ciudad.

El Escudo de SD Eibar no ha variado prácticamente desde 1940 hasta nuestros días, compartiendo la forma de triángulo invertido y el balón y la cruz de San Andrés como elementos perennes. La cruz está tomada del escudo y bandera de la ciudad de Éibar, ciudad que se encuentra bajo patronazgo de este santo, así como del motivo central de la Ikurriña, ya que también aparece en color verde en la bandera. Con el paso de los años la cruz del escudo se ha ido haciendo más gruesa y pasando del color rojo al granate, el balón se ha convertido en un balón histórico de los años 40 -haciendo referencia a la década de fundación del Club- y los colores de la banda lateral en la que se inscribe el nombre del Club se han suavizado hacia un azul celeste y un borde azul oscuro para el escudo.

## Estadio
El estadio donde juega SD Eibar es el Estadio Municipal de Ipurúa, con capacidad para 8164 espectadores. Fue inaugurado en 1947 y sus dimensiones son de 103 x 65 metros. Se construyó sobre un terreno nivelado con los escombros procedentes de las ruinas debidas a la Guerra Civil, Éibar estuvo seis meses en la misma línea del frente y fue declarada "Región devastada". Desde que se puso la primera piedra en 1946, Ipurua ha crecido mucho y cuenta con nuevas instalaciones inauguradas el 3 de febrero de 2006. Además de Ipurua, junto a este campo se construyó el llamado "Anexo", campo de hierba de artificial de la mitad de tamaño que el reglamentario en el que entrenan los distintos equipos del club.

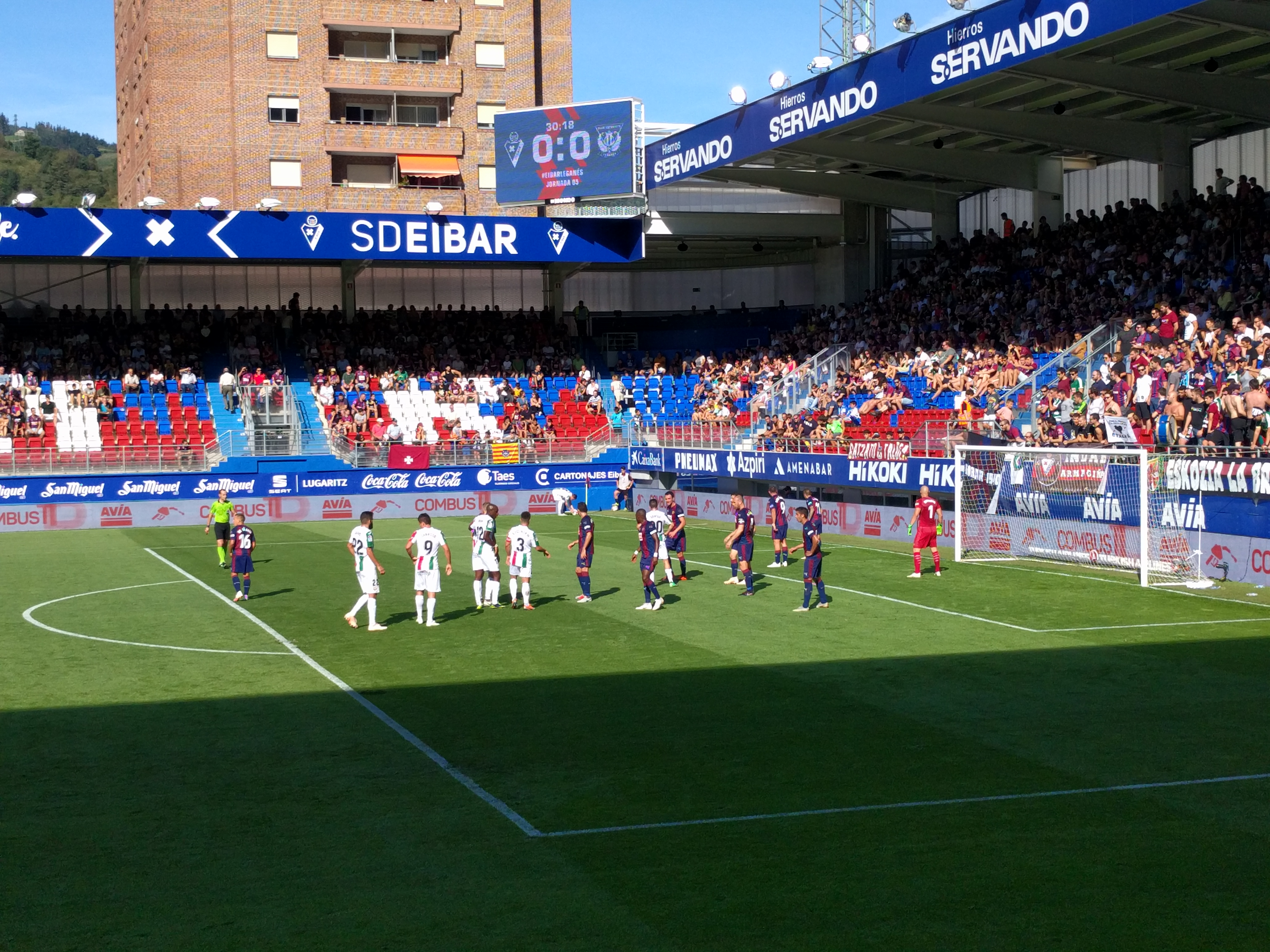
Partido entre el Eibar y el Leganés en septiembre de 2018.

Las obras de construcción de la nueva Tribuna Norte del estadio concluyeron el 30 de agosto de 2015, poniéndose en servicio para la segunda jornada de Liga contra el Athletic Club de Bilbao, dándose con ello por concluida la primera fase del proyecto de remodelación Ipurua tallarra. Concluida esta obra, el aforo de Ipurúa cumple por fin con el mínimo de 6000 asientos establecido por la LFP para Segunda División y cuenta con dos aulas de formación a pie de calle bajo las gradas donde tiene su sede el Centro de Formación e Innovación en el Deporte, así como zonas de encuentro para empresas, pequeños palcos vip y un bar-cafetería.
En el mes de noviembre de 2016, coincidiendo con un partido contra el Real Club Celta de Vigo, se inauguró la nueva Tribuna Este del estadio, ampliando por primera vez en la historia el aforo por encima de los 7000 asientos, y generando nuevos espacios bajo la tribuna como el Museo, tienda oficial, aparcamiento subterráneo para 60 vehículos y nuevas áreas de servicios.[cita requerida]
Actualmente está en proceso de construcción / remodelación la Tribuna Oeste, en la que se ampliará su aforo hasta los 1718 asientos, 37 de ellos reservados a personas de movilidad reducida. Se estima la finalización de las obras para mediados de septiembre de 2019. También esta en proceso de remodelación la Tribuna Principal, con el encastrado de banquillos, ampliación del túnel de vestuarios, ampliación del Palco Presidencial y ampliación de aforo para prensa, entre otros. Por ello, el Club pidió a La Liga la disputa de sus tres primeros partidos a domicilio, para poder tener el estadio a punto para la jornada 4 de la temporada 2019-20.
Tras la remodelación de ambas tribunas, el aforo total del campo Estadio Municipal de Ipurúa será de 8100 asientos.

### Ciudad Deportiva
En la Asamblea de Accionistas celebrada el 24 de octubre de 2018, se aprobó por mayoría accionarial la construcción en el municipio de Mallavia Vizcaya, la construcción de la futura Ciudad Deportiva. Dicha Ciudad Deportiva constará de 4 campos de fútbol, ampliables a un quinto campo, según las necesidades del equipo y las categorías inferiores. El comienzo de las obras esta previsto para el año 2020, con un plazo de finalización de las obras, de 18 meses. El  presupuesto estimado de las obras es de 18 200 000 euros. También esta previsto que el equipo filial  y el equipo femenino disputen sus partidos en la nueva Ciudad Deportiva una vez que ésta este terminada.

## Afición y rivalidades
La Sociedad Deportiva Eibar es uno de los equipos que cuenta con menor número de seguidores entre los equipos de la Primera División Española, tal y como se refleja en el número de abonados que tiene el club, con diferencia el más bajo entre los 20 clubes que juegan en la categoría durante la temporada 2017-18. La temporada anterior el Eibar superó por primera vez en su historia los 5500 abonados , cifra a la que pudo llegar tras ampliar la capacidad de su estadio hasta los 6285 espectadores. El estadio del Eibar es el de menor capacidad de la Primera División y solo hay tres con menor capacidad en Segunda División. En perspectiva el siguiente club con menos abonados de Primera es el debutante Girona FC con cerca de 6500 abonados. Esto se explica porque la SD Eibar es el equipo de una pequeña ciudad, la más pequeña que nunca ha tenido un equipo en Primera División y un equipo modesto que tradicionalmente ha jugado en categorías inferiores.  Sin embargo cabe decir que el Eibar no es el club que suele tener audiencias televisivas más bajas, ya que durante la temporada 2015-16 tres equipos de Primera tuvieron cuotas de audiencia televisiva más bajas que las de la SD Eibar.
Éibar es una pequeña ciudad industrial del País Vasco, que actualmente cuenta con algo más de 27 000 habitantes, pero que en la década de 1970 llegó a alcanzar los 40.000 habitantes. La SD Eibar ha sido históricamente un equipo modesto,antes de 2014 sus aficionados generalmente solían ser seguidores también de algún otro equipo de Primera División, especialmente de alguno de los dos principales equipos vascos, Athletic Club o Real Sociedad. La localidad de Éibar se suele considerar de manera informal como la frontera entre las aficiones de Real Sociedad y Athletic Club. De Éibar hacia San Sebastián predominan los aficionados de la Real, mientras que de Éibar hacia Bilbao es territorio de dominio absoluto del Athletic. En la ciudad de Éibar, que pertenece a la provincia de Guipúzcoa, pero que está más cerca de Bilbao (48 km) que de San Sebastián (57 km), ambos equipos cuentan con numerosos simpatizantes, sin destacar claramente los de un equipo frente a los del otro; existiendo además cierta brecha generacional, las personas nacidas antes de la década de 1970 suelen ser generalmente del Athletic, mientras que en aquellos nacidos a partir de esos años suele haber más aficionados de la Real. A la par de esta "lealtad dividida" la ciudad de Éibar se caracterizaba por un apoyo y seguimiento muy importante al equipo local, la SD Eibar, que logró competir durante casi dos décadas consecutivas en Segunda División, luchando contra equipos de localidades mucho más grandes que Éibar y con presupuestos mucho mayores.
Fuera de Éibar, sin embargo la SD Eibar carecía prácticamente de seguidores, aunque era contemplado en general con simpatía por el resto de aficionados vascos que veían en el equipo eibarrés al "hermano pequeño" que competía en categorías inferiores contra equipos mucho más poderosos. Además durante muchos años la SD Eibar tuvo convenios de colaboración con Real Sociedad y Athletic, que le cedían jugadores. El Eibar estuvo convenido principalmente con la Real Sociedad, pero también lo fue con el Athletic entre 1992 y 1997. Sin llegar nunca al extremo de ser un filial de estos clubes, sí que tenía cierta dependencia económica de estos. En 2007 la SD Eibar coincidió por primera vez en su historia en la misma categoría que la Real Sociedad, que había caído por aquel entonces a la Segunda División. Se produjeron los primeros derbis guipuzcoanos con la Real Sociedad en Liga (anteriormente se habían enfrentado solo en Copa del Rey y en amistosos) y esta relación entre Eibar y Real comenzó a cambiar ligeramente, aunque siguió siendo amistosa.
La hazaña del ascenso de la Sociedad Deportiva Eibar a Primera División en 2014 y su publicitado proceso de micromecenazgo para conseguir la ampliación de capital a la que le obligaban las normas de LaLiga; dieron resonancia internacional al club y atrajeron las miradas de miles de "románticos del fútbol" del mundo entero. A partir de ese exitoso proceso de ampliación de capital, la SD Eibar pasó a tener más de 11 130 accionistas minoritarios, que están repartidos por 65 países del mundo.
El número de peñas o asociaciones de aficionados reconocidos por el club armero también se disparó, de tener solo 5 peñas oficiales antes de 2014 (4 en Éibar y 1 en Madrid), el club pasó a contar con 34 peñas reconocidas oficialmente Muchas de ellas se encuentran en países alejados donde han llegado los ecos de las hazañas de los "armeros" en estos últimos años. Los países que cuentan con peñas oficiales del Eibar son Alemania, Australia, China, Chipre, Ecuador, España, Estados Unidos, Francia, Grecia, Israel, Japón, México, Noruega, Polonia y Venezuela. En España los recientes éxitos del Eibar han propiciado que se crearan peñas en lugares como Cádiz, Logroño, Madrid, Rubí (Barcelona), Sant Antoni de Calonge (Gerona), Segorbe (Castellón) o Valencia. En Madrid existía ya desde 2010 otra peña del Eibar, la primera que había sido creada fuera del País Vasco. En el País Vasco, fuera de Eibar, cuenta solo con peñas en Motrico (un pueblo de su misma comarca), San Sebastián y Vitoria, además de Bayona, en el País Vasco-Francés. La propia ciudad de Eibar cuenta con 9 peñas del club, entre ellas la más antigua y conocida, "Eskozia la Brava", fundada en 2001 y cuyos integrantes forman la principal grada de animación en el Estadio de Ipurúa, la que suele ubicarse en el Gol Este, detrás de una de las porterías.
A pesar de contar actualmente con pequeños grupos de aficionados y simpatizantes repartidos por todo el mundo, la base de la afición del Eibar sigue concentrándose en la ciudad de Éibar. Con el ascenso del Eibar a Primera División y su afianzamiento en la categoría, ya que en la temporada 2017-18 disputará su cuarta campaña consecutiva en Primera; se está produciendo un cambio del papel tradicional que tiene el Eibar en el fútbol vasco. Ya no es visto por aficionados de Real y Athletic con tanta simpatía como antaño, ya que lo empiezan a percibir como un rival potencial; y por otro lado la ciudad de Éibar se está volcando totalmente con su equipo en Primera; aunque todavía no ha pasado suficiente tiempo con el Eibar en Primera compitiendo contra Real y Athletic en pie de igualdad, como para que las antiguas simpatías de los eibarreses con Real o Athletic hayan desaparecido totalmente.
La relación con Alavés y Osasuna es algo diferente. A diferencia de Real y Athletic, estos equipos no cuentan prácticamente con seguidores en Éibar y por otro lado el Eibar se ha enfrentado a ellos con más asiduidad que con Real y Athletic en el pasado. Con Osasuna coincidió durante seis temporadas consecutivas en Segunda División, entre 1994 y 2000, estableciéndose una fuerte rivalidad entre ambos clubes. Esta se debió principalmente a un incidente en la última jornada de la temporada 1996-97. Aquella temporada la Liga otorgaba una fuerte prima económica al equipo que se fuera a clasificar en cuarto lugar de la Segunda División. como compensación por el hecho de que el cuarto clasificado no iba a poder optar al ascenso (como en temporadas anteriores), debido a la reestructuración que se iba a realizar en Primera al bajar de 22 a 20 equipos. En la última jornada el Eibar optaba a obtener esa cuarta plaza, pero un Osasuna, que no se jugaba a priori nada, le plantó cara fieramente y forzó un empate en Ipurúa dejando al Eibar sin ese dinero, muy importante para un equipo modesto y de bajo presupuesto como el Eibar. Con el Alavés el Eibar ha coincido durante las últimas 20 temporadas hasta en 11 ocasiones en la misma categoría, tanto en Primera, como en Segunda y Segunda División B. Por cercanía entre Éibar y Vitoria (55km unidos por autopista) son muy habituales los desplazamientos entre aficiones.

## Organigrama deportivo

### Plantilla y Cuerpo Técnico
Récords históricos
- Estuvo desde el 15 de noviembre de 1987 hasta el 6 de noviembre de 1988 sin perder. 28 partidos en Segunda B y 10 partidos en Segunda A. Total: 38 partidos seguidos sin perder.
- Más goles marcados en una sola temporada:
  - Borja Bastón (18 goles en 36 partidos, temporada 2015-16, en Primera División).
- Menos goles encajados en una sola temporada (4 Trofeos Zamora de la Segunda División):
  - José Ignacio Garmendia (22 goles en 28 partidos, temporada 1991-92, en Segunda División).
  - José Ignacio Garmendia (30 goles en 36 partidos, temporada 1995-96, en Segunda División).
  - Manuel Almunia ( 19 goles en 34 partidos, temporada 2001-02, en Segunda División).
  - Xabi Irureta (26 goles en 39 partidos, temporada 2013-14, en Segunda División).

## Otras secciones y filiales

### Equipo filial
El equipo filial fue fundado en 1994, comenzó en categorías regionales hasta que en la temporada 1998-99 debutó en Tercera División, en la segunda temporada en Tercera División consiguieron el ascenso a Segunda División B donde permanecieron 2 temporadas, en la vuelta a Tercera División permanecieron en esta categoría hasta la temporada 2011-12, en la siguiente temporada se decidió que el equipo no compitiera con el objetivo de cumplir la política de déficit cero del club. El equipo jugaba sus partidos como local en el Complejo Deportivo de Unbe.
Tras 3 temporadas sin equipo filial, en la temporada 2015-16 la S. D. Eibar llegó a un acuerdo con el C. D. Vitoria, equipo recién ascendido a Tercera División, para que sea su equipo filial, el acuerdo es inicialmente por una temporada pero termina prorrogándose hasta 2020. El C. D. Vitoria juega sus partidos como local en el Campo municipal de Arrate en Nanclares de la Oca (Álava). 
El Vitoria dejó de ser filial en 2024 cuando se rompió acuerdo, la plaza en Segunda Federación, obtenida en 2024, pasó al recuperado Eibar "B".

### Segundo filial
El segundo filial es conocido como el Eibar Urko. En 2024 ascendió a Tercera Federación.

### Primer equipo femenino
En la temporada 2003-04 se creó la sección de fútbol femenino, tras hacerse cargo del Eibartarrak, club que había sido fundado en 1991 y que contaba con varias presencias en la Primera División Nacional y que en 1999 se había proclamado subcampeón de la Copa de la Reina.
En la Temporada 2009-10 debuta en el Grupo A de la Superliga de fútbol femenino. En la actual temporada 2016-17, el Primer Equipo Femenino de SD Eibar juega en Segunda División tras su ascenso en la temporada 2014-15. Por primera vez desde que el equipo masculino milita en Primera División, el Primer Equipo Femenino disputó un partido en el Estadio Municipal de Ipurúa en noviembre de 2016, contra el madrileño Club Deportivo Tacón, con un aforo récord de 800 espectadores.

## Datos del club
- Temporadas en Primera División: 7.
- Temporadas en Segunda División: 28 (incluida la temporada 2022-23).
- Temporadas en Segunda División B: 7.
- Temporadas en Tercera División: 28.
- Mejor puesto en liga (en Primera División): 9.º (2017-18).
- Peor puesto en liga (en Primera División): 20.º (2020-21).

## Palmarés

### Torneos nacionales
- Segunda División de España (1): 2013-14.
- Segunda División B de España (2): 1987-88, 2006-07.
  - Subcampeón de Segunda División B de España (1): 2012-13
- Tercera División de España (7): 1950-51, 1952-53, 1961-62, 1962-63, 1966-67, 1981-82, 1985-86.
- Campeonato de España de Aficionados (2): 1953, 1956.

### Torneos regionales
- División de Honor Regional de Guipúzcoa (3): 1950, 1979, 1998.

### Trofeos amistosos
- Trofeo Amistad (Éibar) (15): 1973, 1976, 1977, 1979, 1982, 1984, 1985, 1986, 1987, 1988, 1991, 1994, 1995, 1996, 1998.
- Trofeo Villa de Laguardia (1): 2008.
- Trofeo Joaquín Segura (Tudela): (1) 2010.
- Trofeo de la Galleta (1): 2014.
- Trofeo Puchero (1): 2014.
- Trofeo Lasesarre (1): 2014.
- Trofeo Ciudad de Zaragoza (1): 2017.